# Rudolf Lehmann (Pädagoge)
Rudolf Lehmann (* 26. März 1855 in Krefeld; † 7. März 1927 in Breslau) war Pädagoge und Philosoph.

## Leben
Lehmann war der Sohn des Sprachlehrers David Heinrich Lehmann und dessen Ehefrau Elisabeth Wolff.
Sein Studium der klassischen Philologie und Philosophie konnte Lehmann 1878 erfolgreich mit einer Dissertation über Immanuel Kant abschließen. Noch im selben Jahr bekam er eine Anstellung als Oberlehrer am Luisenstädter Gymnasium in Berlin und hatte dieses Amt bis 1906 inne. Während dieser Jahre begann er in Veröffentlichungen sich mit Fragen der Didaktik im Allgemeinen und der des Deutschunterrichts im Speziellen auseinanderzusetzen.
Gefördert und unterstützt durch die Pädagogen Wilhelm Dilthey und Friedrich Paulsen konnte sich Lehmann 1900 an der Friedrich-Wilhelms-Universität zu Berlin für das Fach „Pädagogik und die angrenzenden Gebiete der Philosophie“ habilitieren. Anschließend wirkte Lehmann bis 1906 als Privatdozent; sein Amt als Oberlehrer gab er erst auf, als er 1906 einen Lehrauftrag für Philosophie und deutsche Literatur und den damit verbundenen Lehrstuhl an der Königlichen Akademie Posen übernahm. Lehmann trat öffentlich dafür ein, die Posener Akademie in eine Universität umzuwandeln.
Nach dem Ersten Weltkrieg berief man Lehmann als Honorarprofessor an die Universität nach Breslau. Um 1925 gab Lehmann seine Lehrtätigkeit auf und zog sich ins Privatleben zurück. Kurz vor seinem 72. Geburtstag starb Prof. Dr. Rudolf Lehmann am 7. März 1927 in Breslau.

## Schriften (Auswahl)
- Kant's Lehre vom Ding an sich. Ein Beitrag zur Kantphilologie. Sittenfeld, Berlin 1878, OCLC 313273657 (Göttingen, Universität Dissertation, 1878, 49 Seiten).
- Übersicht über die Entwicklung der deutschen Sprache und der älteren deutschen Litteratur. Für die oberen Klassen höherer Lehranstalten. Weidmann, Berlin 1894.
- Schopenhauer. Ein Beitrag zur Psychologie der Metaphysik. Weidmann, Berlin 1894.
- Der deutsche Unterricht. Eine Methodik für höhere Lehranstalten. Weidmann, Berlin 1897.
- Erziehung und Erzieher. Weidmann, Berlin 1901, (2., neu bearbeitete und erweiterte Auflage als: Erziehung und Unterricht. Grundzüge einer praktischen Pädagogik. ebenda 1912).
- Lehrbuch der philosophischen Propädeutik. Reuther & Reichard, Berlin 1905.
- Wege und Ziele der philosophischen Propädeutik (= Sammlung von Abhandlungen aus dem Gebiete der pädagogischen Psychologie und Physiologie. 8, 1, ZDB-ID 517118-0). Reuther & Reichard, Berlin 1905.
- Deutsche Poetik (= Handbuch des deutschen Unterrichts an höheren Schulen. Bd. 3, Tl. 2). Beck, München 1908, (Digitalisat und Volltext im Deutschen Textarchiv), (Digitalisat).
- Die deutschen Klassiker. Herder, Schiller, Goethe (= Die grossen Erzieher. Ihre Persönlichkeit und ihre Systeme. 9/10, ZDB-ID 521328-9). Meiner, Leipzig 1921.
- Die pädagogische Bewegung der Gegenwart. 2 Bände. Rösl, München u. a. 1922–1923;
  - Band 1: Ihre Ursprünge und ihr Charakter (= Philosophische Reihe. 43, ZDB-ID 540841-6), 1922;
  - Band 2: Die Entwicklung der Theorie (= Pädagogische Reihe. 2, ZDB-ID 846511-3), 1923.
- Das doppelte Ziel der Erziehung. Grundzüge einer pädagogischen Theorie.  Weidmann, Berlin 1925.